# بی‌بی‌وی‌ای کامپس
بی‌بی‌وی‌ای کامپس (انگلیسی: BBVA Compass) شرکت خدمات مالی و بانکداری آمریکایی است، که با در اختیار داشتن دارایی خالصی معادل ۶۵ میلیارد دلار، در رتبه ۲۵ از فهرست بزرگترین بانک‌های ایالات متحده آمریکا شناخته می‌شود.
بی‌بی‌وی‌ای کامپس در سال ۱۹۶۴ تحت نام کامپس بنک‌شر تأسیس شد. این بانک در سال ۲۰۰۷ توسط بانک اسپانیایی بانکو بیلبائو ویسکایا آرخنتاریا به ارزش ۱۱٫۵ میلیارد دلار خریداری شد. بی‌بی‌وی‌ای کامپس در حال حاضر مالک شبکه‌ای از ۷۱۶ شعبه در ایالت‌های آلاباما، آریزونا، کالیفرنیا، کلرادو، فلوریدا، نیومکزیکو و تگزاس می‌باشد. شعبه مرکزی این بانک در شهر برمینگم، آلاباما، ایالات متحده آمریکا قرار دارد.